# Cosmopterix nitens
Cosmopterix nitens là một loài bướm đêm thuộc họ Cosmopterigidae. Nó được biết đến ở Hoa Kỳ, ở đó nó is found from coastal South Carolina tới south-tây Texas. Nó cũng hiện diện ở Michigan.

## Biology
Ấu trùng ăn Phragmites australis. Chúng ăn lá nơi chúng làm tổ. 